# Juegos Bolivarianos de 1961
Los Juegos Bolivarianos de 1961 se desarrollaron en la ciudad de Barranquilla, Colombia y fueron organizados por la Organización Deportiva Bolivariana (ODEBO). Esta fue la segunda edición con sede en Colombia. 

## Designación de la sede
Los Juegos Bolivarianos se volvieron a realizar después de diez años. Colombia, aunque no asistió con delegación deportiva a los Juegos Panamericanos 1959, logró allí obtener la sede.
Los dirigentes Julio Gerlein Comelín y Cayetano Cañizares lograron que la ODEPA y la ODEBO se pusieran de acuerdo para revivir los Juegos Bolivarianos.

## Medallería
| Núm. | País      | Oro | Plata | Bronce | Total |
| ---- | --------- | --- | ----- | ------ | ----- |
| 1    | Venezuela | 49  | 37    | 25     | 111   |
| 2    | Colombia  | 19  | 36    | 38     | 93    |
| 3    | Panamá    | 17  | 15    | 36     | 68    |
| 4    | Perú      | 11  | 16    | 9      | 36    |
| 5    | Ecuador   | 5   | 5     | 9      | 19    |